# Stan Tourné
Constant "Stan" Tourné, född den 30 december 1955 i Willebroek, är en belgisk före detta bancyklist.
Tourné blev världsmästare i poänglopp för amatörer 1977 och för professionella 1980. Därtill tog han silver vid världmästerskapen i både derny och stayer 1986, samt brons i stayer 1984.
Tourné blev europamästare i derny 1987 och 1991 och därtill silvermedaljör 1984, 1985, 1986 och 1990, samt bronsmedaljör 1984. Vid EM i stayer blev han silvermedaljör 1985 och 1989, samt tog brons 1988. Därtill blev han silvermedaljör i madison 1986 i par med Etienne De Wilde.
Tourné vann sju sexdagarslopp under karriären:
- 1983 : Antwerpen (med René Pijnen)
- 1985 : Gent och Paris (båda med Etienne De Wilde)
- 1988 : Köln och Antwerpen (båda med Etienne De Wilde)
- 1989 : Gent (med Etienne De Wilde)
- 1992 : Antwerpen (med Jens Veggerby)